# 埃克勒夫角
埃克勒夫角（瑞典語：Ekelöf Point），是南極洲的海岬，位於葛拉漢地的詹姆斯羅斯島東部，處於蓋奇角西南面9公里，是馬卡姆灣入口處的北部，由瑞典探險隊發現和測量，現時由南極條約體系管理。